# خوسيه مانويل غالدامس
خوسيه مانويل غالدامس (بالإسبانية: José Manuel Galdames)‏ هو لاعب كرة قدم إسباني في مركز الدفاع، ولد في 15 يونيو 1970 في باراكالدو في إسبانيا. شارك مع منتخب إسبانيا تحت 20 سنة لكرة القدم ومنتخب إسبانيا تحت 21 سنة لكرة القدم ومنتخب إسبانيا تحت 23 سنة لكرة القدم. أما مع النوادي، فقد لعب مع أتلتيك بيلباو ب وأتلتيك بيلباو ونادي إيبار ونادي تولوز ونادي كومبوستيلا.

## وصلات خارجية
- خوسيه مانويل غالدامس على موقع رابطة كرة القدم الفرنسية للمحترفين (الإنجليزية)
- خوسيه مانويل غالدامس على موقع قاعدة بيانات كرة القدم.إي يو (الإنجليزية)
- خوسيه مانويل غالدامس على موقع عالم كرة القدم.نت (الإنجليزية)